# Segunda guerra anglo-mysore
La segunda guerra anglo-Mysore fue el segundo conflicto bélico que se desencadenó en la India entre la Compañía Británica de las Indias Orientales y el Reino de Mysore, durante los años 1780 y 1784. Esta guerra fue la continuación de una serie de guerras que tenían como objetivo el control político en el sur de la India.

## Antecedentes
Tras la virtual derrota británica en la primera guerra anglo-mysore (1766-1769), Hyder Alí se mantenía como gobernante de Mysore, un reino independiente localizado al sur de la India. A pesar del Tratado de Paz que se firmó al final de la primera guerra, los británicos mantenían intereses en expandir sus colonias por toda la India. Los británicos decidieron atacar al Reino de los Marathas, un reino vecino a Mysore y antiguo aliado de la guerra contra los Mysore, en la primera guerra anglo-maratha (1775-1779).
Con este hecho, Hyder Alí supo que el tratado estaba en peligro y decidió aliarse con Francia, que tenía colonias en el sur de la India a través de la Compañía Francesa de las Indias Orientales, y que era a su vez un rival acérrimo de los británicos. Esta rivalidad se agudizó con los conflictos que ocurrían en la guerra Revolucionaria Estadounidense y con la declaración de guerra de Francia contra Gran Bretaña en 1778.
Los británicos, que estaban establecidos en Madrás, en la costa oriental, decidieron expulsar a los franceses de la India, y de algún modo aprovechar la conquista de Mysore, que era su aliado. Los británicos capturaron Mahé, en la costa de Malabar en 1779 y lograron anexar algunos territorios que pertenecían al Reino de Mysore. Adicionalmente los británicos pudieron ganar la guerra ante los Marathas en el mismo año.

## La segunda guerra anglo-Mysore

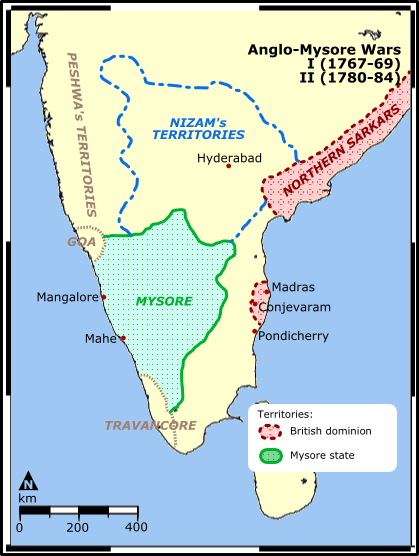
Extensión de los territorios de Mysore, Nizam (Hyderabad) y las colonias británicas durante la primera y segunda guerra anglo-Mysore.

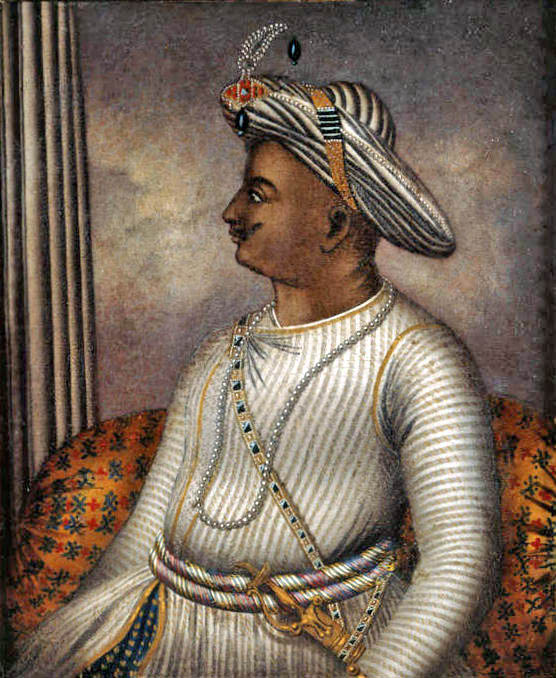
Tipu Sultán, retrato de 1792.

Hyder Alí vio la acción británica como una oportunidad de venganza en la primera guerra y convenció al Reino de los Marathas a que se unieran en la causa. En septiembre de 1780, las fuerzas de Mysore comandadas por Hyder Alí y su hijo, Tipu Sultán decidieron acercarse a Madrás, que estaba relativamente cerca de los límites del reino (72 km).
Tipu Sultán (también conocido como el “Tigre de Mysore”), quien tuvo una participación notable en la primera guerra anglo-Mysore y en la primera guerra anglo-maratha, se acercó a la localidad de Kanchipuram con diez mil hombres y en la ciudad lo esperaban una fuerza combinada de cuatro mil británicos y cipayos locales al mando del coronel William Baille, de la Compañía Británica de las Indias Orientales.
Ambos grupos se enfrentaron en la batalla de Pollilur, donde el ejército británico llevó la peor parte, al ser destruido casi en su totalidad; con la muerte de alrededor de 160 británicos y un número no determinado de cipayos muertos. 3820 sobrevivientes, entre ellos Baille y unos 507 británicos, fueron capturados y llevados a la capital de Mysore, Srirangapattana. Sir Hector Munro, héroe que derrotó a tres gobernantes indios, y que comandaba una fuerza de apoyo, no pudo enfrentarse a Tipu y levantó la retirada hacia Madrás, abandonando toda su artillería en Conjeevaram. Dicha batalla es considerada la peor derrota británica en la India.
Con la deserción de la mitad de las fuerzas británicas en Madrás, Tipu avanzó en la conquista de territorios; en diciembre de 1781 logró capturar Chittur. Adicionalmente derrotó al Coronel Braithwaithe en la localidad de Annagudi, cerca de Tanjore el 17 de febrero de 1782. La avanzada británica de 100 europeos, 300 caballos y 1.400 cipayos no fue suificiente ya que Tipu había capturado armas modernas y logró someter a los británicos, haciéndolos prisioneros.
El Gobernador General de la India, Warren Hastings envió a sir Eyre Coote para reorganizar el ejército británico que apenas era un reducto de unas decenas de hombres, apoyados por un número superior de cipayos. Coote tuvo una derrota en Chidambaram, pero pudo derrotar a las fuerzas de Hyder Alí en Parangipettai, Pollilur (segunda batalla) y Sholinghur; mientras que Tipu tuvo que levantar el sitio sobre Vandavasi.
Tras el nombramiento de lord Macarthy como gobernador de Madrás, la marina británica se apoderó de Negapatam, y obligó a que Hyder Alí aceptara que no podía derrotar una potencia que tenía el control permanente de los mares. Hyder Alí envió a su hijo Tipu a la costa oeste, con asistencia de la flota francesa, cuando en diciembre de 1782 Hyder Alí falleció repentinamente en Chittur. A partir de este momento Tipu Sultán se convertiría en el nuevo caudillo de Mysore y sería quien conduciría el ejército del país hasta el final de la guerra. En 1783 se destaca la victoria británica en Coimbatore, pero a partir de ese año el conflicto llegó a un punto muerto donde ni los británicos ni los Mysore eran capaces de tener una victoria clara en la guerra.

## El Tratado de Mangalore

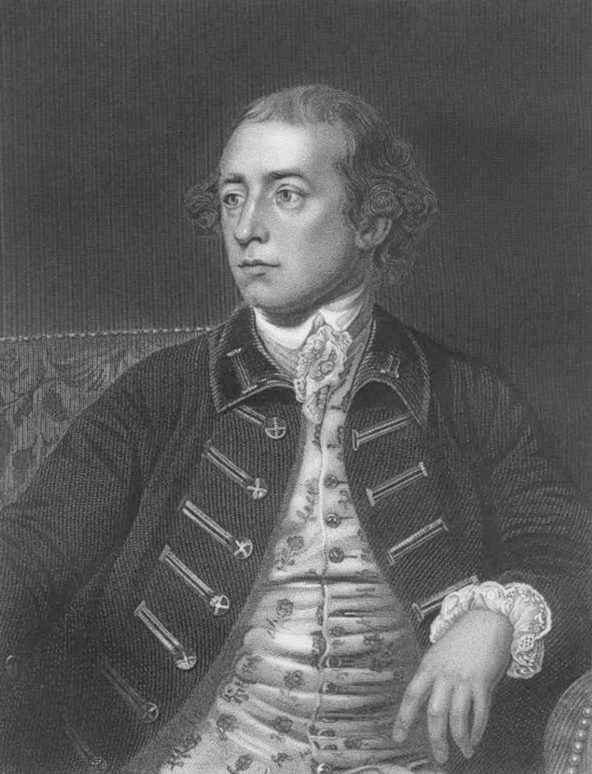
El Gobernador General de la India, Warren Hastings, fue quien pidió la rendición pacífica ante el Reino de Mysore en 1784.

Al llegar 1784, el conflicto se había estancado a tal punto que no había novedad alguna en las batallas. El Gobernador General Warren Hastings llamó a la rendición pacífica, y recurrió ante el Rey y el Parlamento para que negociaran un tratado con Mysore. Al inicio fue difícil dado que los británicos se resistían a humillarse de este modo, pero el 11 de marzo de 1784 se estableció el Tratado de Mangalore.
Dicho tratado sería el último documento donde una nación india dictaría los términos ante los británicos, quienes estaban buscando una paz inmediata y es considerado uno de los documentos históricos más importantes de la India. Tipu Sultán demostró sus habilidades como diplomático, hecho que mereció el reconocimiento sobre los mismos británicos, ya que pudo concluir de manera honorable una guerra de desgaste en ambos bandos.
El principal resultado del tratado fue el restablecimiento de los límites territoriales de Mysore antes de la invasión británica de 1779.

## Consecuencias
Este conflicto tuvo una derrota más severa que la ocurrida al final de la primera guerra, ya que Mysore se habría convertido en una nación poderosa dentro de la India, ni los británicos eran capaces de invadir Mysore, ahora liderado por Tipu Sultán.
Adicionalmente, el poder de los franceses en la India se consolidó a partir del fin de la segunda guerra, ya que las colonias británicas se habían debilitado severamente tras el conflicto. El Gobernador General Hastings debió renunciar forzosamente en 1785, y a su regreso a Gran Bretaña, fue juzgado por una serie de delitos cometidos en la India.
Sin embargo, las ideas expansionistas de Tipu Sultán y el creciente poder político del Reino de Mysore, provocaron que en 1789 nuevamente se enfrentara por tercera vez contra la Gran Bretaña.